# Hyde Park (Massachusetts)
Hyde Park è un grande quartiere a sud della città di Boston, nello Stato del Massachusetts.

## Storia
Hyde Park era una città autonoma della Contea di Norfolk fino al 1912, anno in cui è stata annessa alla città di Boston divenendo quindi parte della Contea di Suffolk.
Il 54th Massachusetts Volunteer Infantry, che è stata una delle prime unità afro/americane presenti nell'Esercito degli Stati Uniti, comandata da Col. Robert G. Shaw, è stata creata e addestrata a Camp Meigs a Readville, ora Hyde Park, Massachusetts.
Hyde Park è stata per molti anni la base della Westinghouse Sturtevant Corporation.
Qui nacque nel 1869 Bryson Burroughs, noto pittore statunitense.

## Residenti
- Felix Arroyo
- Manny Delcarmen
- Father Robert Drinan, Prete gesuita, avvocato, attivista per i diritti umani
- John Joseph Enneking, pittore impressionista americano
- Angelina Emily Grimké, abolizionista
- Thomas M. Menino, Sindaco di Boston
- Elizabeth Short, aspirante attrice conosciuta come la Dalia Nera, assassinata nel 1947
- Maura Tierney, attrice